# Martres-sur-Morge
Martres-sur-Morge település Franciaországban, Puy-de-Dôme megyében. Lakosainak száma 732 fő (2022. január 1.). Martres-sur-Morge Sardon, Ennezat, Clerlande, Saint-Ignat, Surat és Varennes-sur-Morge községekkel határos.

## Népesség
A település népességének változása:
| Lakosok száma | 613  | 656  | 673  | 670  | 673  | 676  | 680  | 699  | 732  |
|               | 2013 | 2015 | 2016 | 2017 | 2018 | 2019 | 2020 | 2021 | 2022 |